# Pandharpur Wari

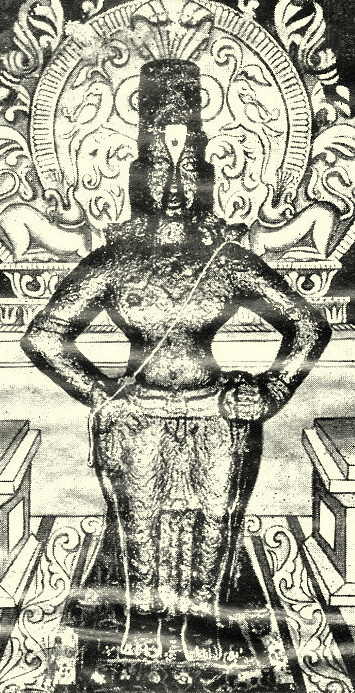
Der Wari wird zu Ehren Gotte in Form von Vitthoba gegangen.

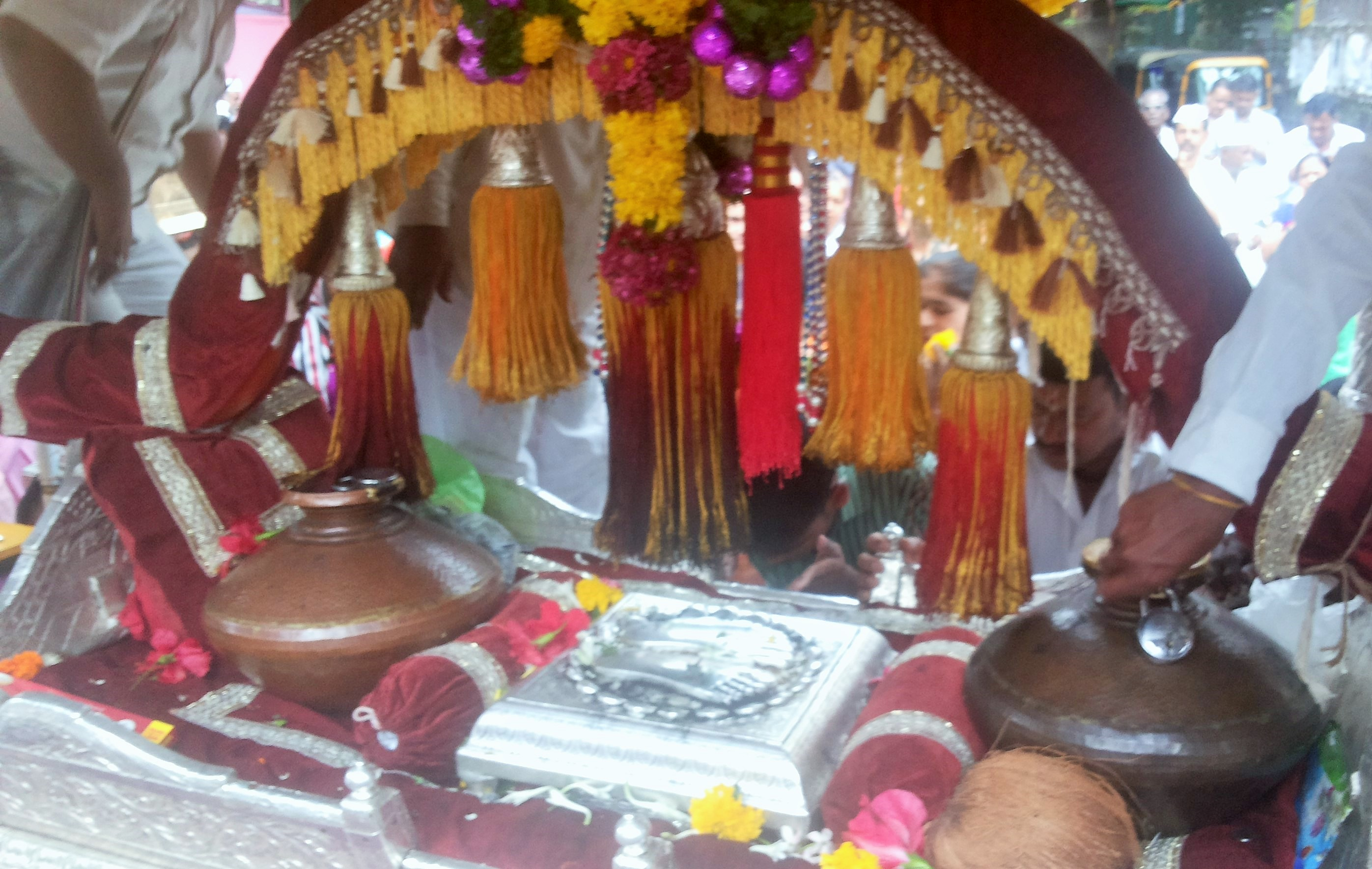
Tukaram Maharaj palakhi (palanquin)

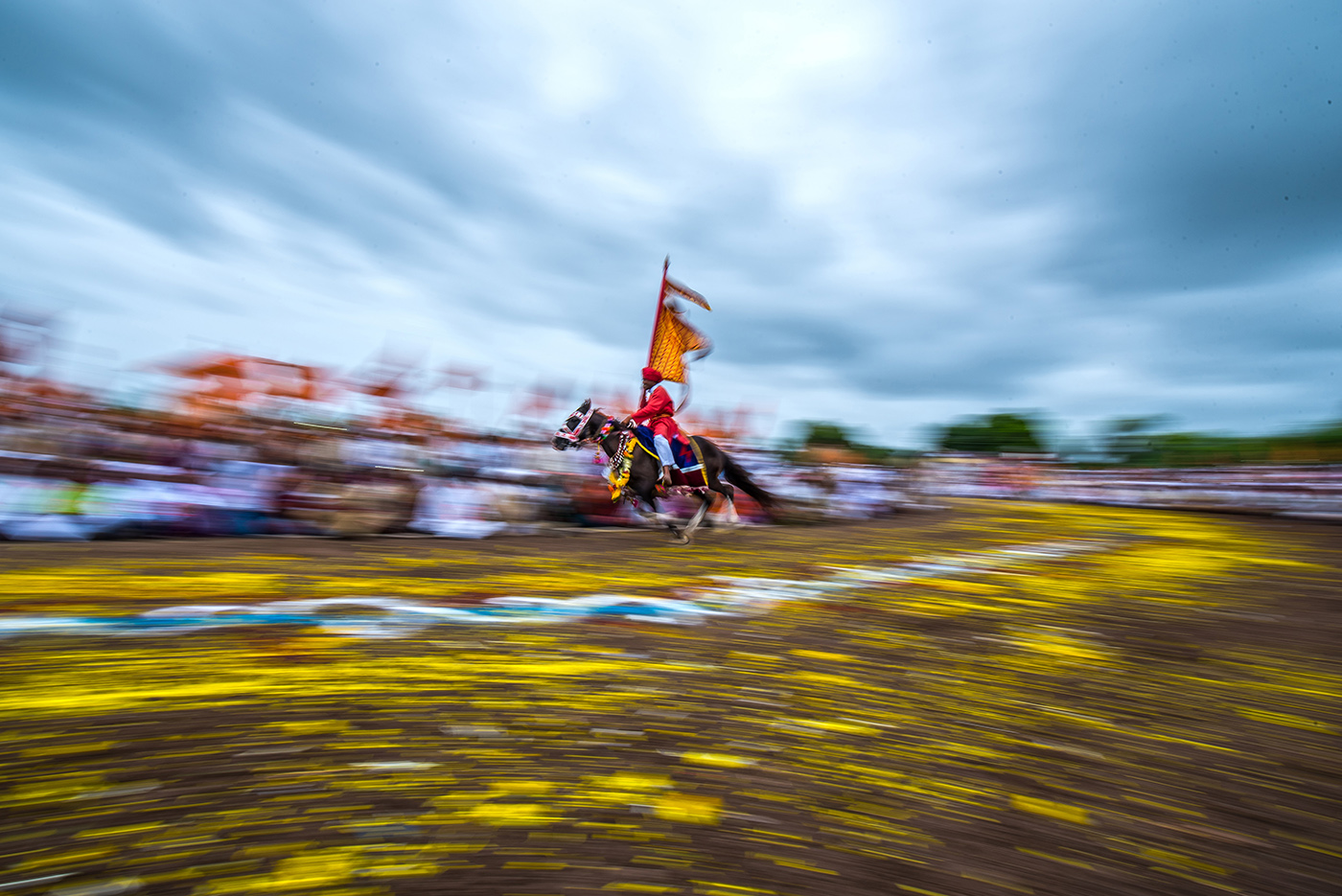
Dnyaneshwar Maharaj Palkhi 2. Kreisförmiger Ringan, nahe Khudus Phata, Malshiras.

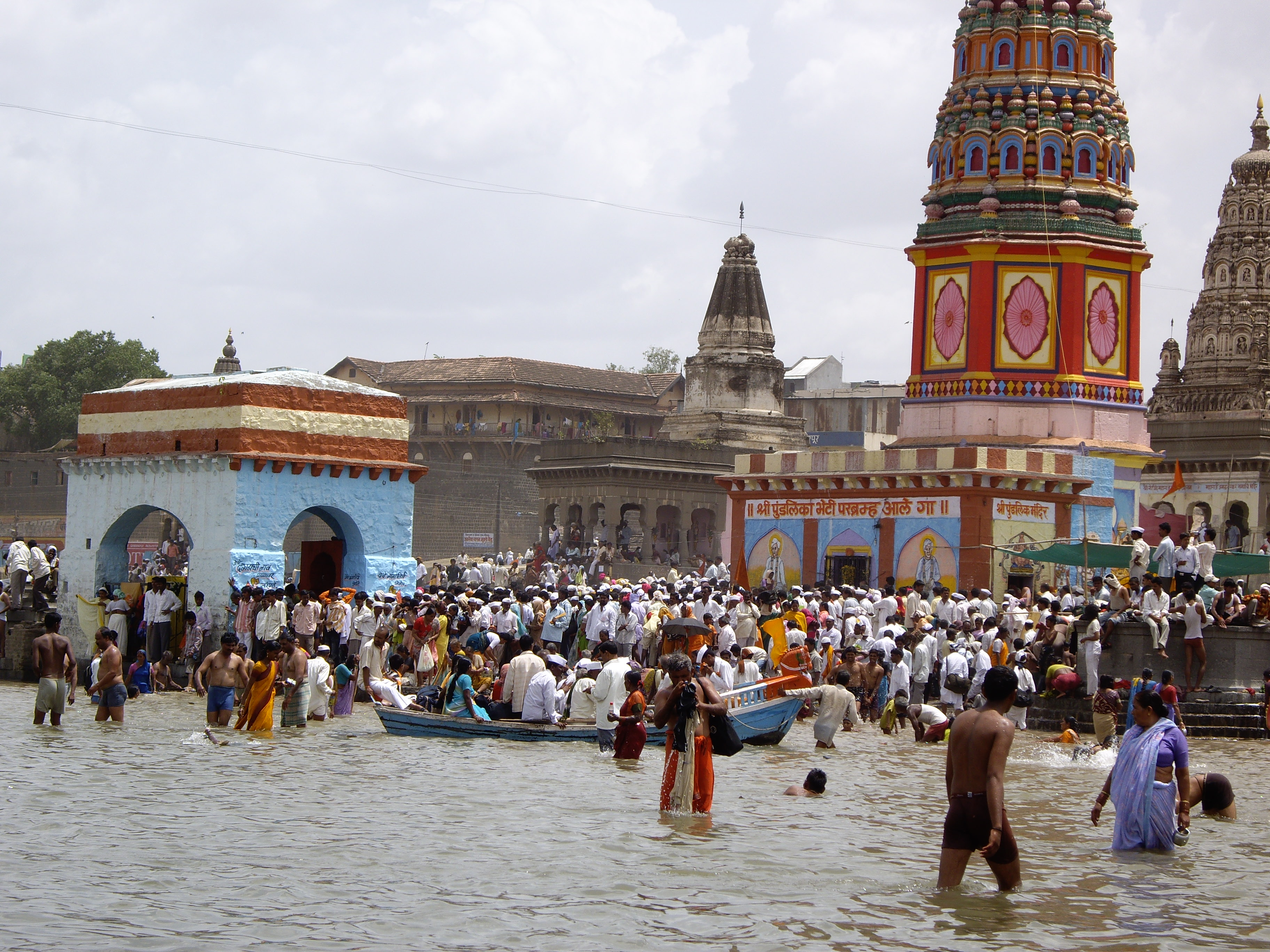
Pilger baden im Chandrabhaga Fluss in Pandharpur

Pandharpur Wari oder vari ist eine Pilgerwanderung, ein sogenanntes yatra nach Pandharpur, Maharashtra, zu Ehren von Vithoba (Vitthala- eine Form Vishnus). Dabei werden die heiligen Sandalen, die „Padukas“ eines Heiligen, vor allem von Dnyaneshwar und Tukaram, von ihren jeweiligen Schreinen nach Pandharpur getragen. Viele Pilger schließen sich dieser Prozession zu Fuß an. Die Pilger nennen sich varkaris. Varkari ist ein Begriff aus dem Marathi und bedeutet „jemand, der den ‚‘vari‚‘ durchführt“. Die Tradition ist mehr als 700 bis 800 Jahre alt.
Die Märsche führen zu Fuß von verschiedenen Orten in Maharashtra zum Vithoba-Tempel. Gläubige aus ganz Maharashtra und den umliegenden Gebieten machen sich auf den Weg nach Pandharpur, tragen heilige Tulsi-Kugeln und singen den Ruhm von Vithoba und Lieder wie „Gyanba Tukaram“, die an die warkari Heiligen erinnern. Wenn sie Pandharpur an Shayani Ekadashi erreichen, baden die Gläubigen im heiligen Bhima-Fluss, bevor sie den Tempel besuchen. Auf dem Weg schließen sich viele andere palkis den beiden am meisten verehrten palkhis an. Diese starten von verschiedenen Städten aus im Pune-Distrikt von Maharashtra. Der Sant Dnyaneshwar palkhi startet in Alandi, während der Tukaram palkhi in Dehu beginnt. Der wari gipfelt im Vithoba-Tempel zum heiligen Anlass von shayani ekadashi und dauert 21 Tage.

## Geschichte

### Anfänge
Über die Ursprünge des vari (Marathi: वारी) gibt es verschiedene Ansichten. Einer Theorie zufolge begann Vitthalpant, der Vater des Varkari-Heiligen Dnyaneshwar, den vari, um Pandharpur in den hinduistischen Monaten ashadha und kartik zu besuchen. Man geht davon aus, dass die Tradition der Durchführung eines Wari seit mehr als 800 Jahren besteht.
Eine andere Theorie besagt, dass Dnyaneshwar und Tukaram die Pilgerfahrt begonnen haben. Sie reisten 15 Tage lang zu Fuß nach Pandharpur und erreichten den Vithoba-Tempel von Pandharpur am shayani ekadashi. Die Tradition, die paduka der Heiligen zu tragen, wurde von Tukarams jüngstem Sohn, Narayan Maharaj, im Jahr 1685 begonnen.

### Britische Ära
Änderungen wurden in den 1820er Jahren von Tukarams Nachkommen und einem Anhänger Dnyaneshwars namens Haibatravbaba Arphalkar, der ein Höfling der Scindias war, in die Pilgerfahrt eingebracht. Haibatravbaba wird die Organisation des heute gebräuchlichen vari zugeschrieben. Dazu gehörte das Tragen der paduka in einem palkhi, die Beteiligung von Pferden an der Prozession und die Organisation der Anhänger oder warkaris in dindis (dindi steht für eine bestimmte Gruppe von varkaris).

## Wari in der heutigen Zeit
Die varkaris – deren Schutzgottheit Vithoba ist – unternehmen den vari nach Pandharpur, wo sie am Tag vor shayani ekadashi, dem elften Mond-Tag (ekadashi) der hellen vierzehn Tage (shukla paksha) von ashadha (Juni–Juli), ankommen. Die Pilger tragen die Sänften der Heiligen von den Orten ihres jeweiligen samadhi.
Der Wari beginnt am 8./9. Mondtag des abnehmenden Mondes im Hindu-Monat von Jyeshtha und endet einen Tag vor Ashadhi Ekadashi in Pandharpur. Menschen aus verschiedenen Kasten und sozioökonomischen Schichten nehmen an der Wari teil, mit dem gemeinsamen Ziel, Pandharpur zu erreichen und die Gottheit zu verehren. Entlang des Weges führt die Prozession durch Städte und Dörfer. Die Einwohner der Orte entlang der Route kommen heraus, um die Wari-Pilger zu begrüßen, zu versorgen und zu beherbergen.

## Dindi
Das Konzept der diṇḍī (Marathi: दिंडी procession) oder Truppen von Warkari-Anhängern wurde von Haibatravbaba in den frühen 1800er Jahren eingeführt. Eine dindi ist eine Gruppe von Hindu-Anhängern einer Kaste oder eines Dorfes, die als Teil einer größeren palkhi auf Pilgerfahrt zu einer heiligen Stätte gehen. Einige religiöse Einrichtungen und Tempel haben auch ihre eigenen dindi. Unterkunft, Verpflegung und andere Einrichtungen für varkaris werden von ihrem jeweiligen dindi bereitgestellt. Die leitenden Mitglieder eines dindi reisen in der Regel voraus, um Vorkehrungen für Essen und Unterkunft an ihrem nächsten Aufenthaltsort zu treffen. Alle registrierten dindis werden nummeriert und bekommen ihren Platz in der Prozession zugewiesen. Einige gehen vor dem palkhi und andere hinter ihm. Während des Marsches stehen die Fahnen- und Bannerträger an der Spitze der Truppe, und der Trommler steht in der Mitte des dindi.
Zusammen mit der Prozession werden sevā für die Armen und Bedürftigen durchgeführt, wie dāna.Die Veranstaltung gilt als  eine der größten und ältesten Bewegungen der Welt, bei der sich jedes Jahr an einem Tag Menschen versammeln und eine Strecke von rund 250 km zurücklegen. Der Pandharpur Wari wurde vom World Book of Records als „einer der meistbesuchten Orte an einem Tag“ eingestuft.

## Wari-Verwaltung
Der Dnyaneshwar palkhi wird von Haibatraobua Arphalkars Nachfahren, den erblichen Chopdars, und dem Alandi Devasthan Trust verwaltet.
Der Zeitplan des wari wird im Voraus veröffentlicht und strikt eingehalten. Er ist detailliert und wird bis ins kleinste Detail bekannt gegeben, einschließlich des Startortes und der Pausenorte, einschließlich Mittagessen, Ruhepausen und Übernachtungen. Jeden Morgen in der Morgendämmerung, nach der Verehrung des Schuhwerks des Heiligen, bricht die palkhi um 6 Uhr zur nächsten Etappe auf. Ein tutari (Blasinstrument) wird dreimal geblasen. Auf das erste Signal hin machen sich alle warkaris zum Aufbruch bereit. Auf das zweite Signal hin stellen sich die dindis in einer Reihe auf und beginnen beim dritten Signal zu laufen. Nach 4 bis 5 km machen sie eine kurze Frühstückspause.

## Wirtschaftliche Auswirkungen
Jährlich kommen schätzungsweise eine Million Pilger nach Pandharpur, entweder varkaris, die mit der palkhi reisen, oder unabhängige Reisende, die in den mathas und in provisorischen Unterkünften untergebracht werden müssen.

## Gesundheitsmaßnahmen
Da der wari viele Menschen auf dem Weg nach Pandharpur durch viele Ortschaften bringt, wurden seit der frühen Britische Kolonialzeit öffentliche Gesundheitsmaßnahmen durchgeführt. Dazu gehörten Zwangsimpfungen gegen Krankheiten wie Cholera und Pest, die Absonderung der Infizierten und Mobilitätsbeschränkungen. Laut Manjiri Kamat hatten die kolonialen Verwalter andere Beweggründe, wie z. B. die Erzielung von Einnahmen durch das Eintreiben der Pilgersteuer oder die Aufrechterhaltung von Recht und Ordnung für die Durchführung von Maßnahmen zur öffentlichen Gesundheit. Über die Maßnahmen der Kolonialregierung im Bereich der öffentlichen Gesundheit in der ersten Hälfte des 20. Jahrhunderts. Zu den Maßnahmen der Kolonialregierung im Bereich der öffentlichen Gesundheit in der ersten Hälfte des 20. Jahrhunderts gehörten die Entsendung von medizinischem Personal in verschiedene palkhis, die Entfernung infizierter Personen, die Veränderung von Trinkwasserbrunnen, das Ausheben von Gräben, die Bereitstellung von Abfallbehältern und die Beschäftigung von Sanitärpersonal. Die Forderung, gegen Cholera und Typhus geimpft zu sein, um einem dindi beizutreten, hat sich bis in die Gegenwart gehalten.
Aufgrund der COVID-19-Pandemie wurde der wari im Jahr 2020 um fünfzig warkaris reduziert, die sich dem Marsch nach Pandharpur anschlossen. Die paduka der Heiligen wurden entweder nach Pandharpur zum Shayani Ekadashi am 1. Juli 2020 gefahren oder geflogen.

## Goa Dindi-Festival
Das Dindi-Festival ist ein jährliches Fest, das in Margao, dem Vitthal Rakhumai-Tempel von Goa und dem Damodar-Tempel im Monat November stattfindet. Das Dindi-Fest ist der Hindu-Gottheit Vithoba gewidmet, das Fest geht auf das Jahr 1909 zurück. Es ist eines der ältesten Feste in Salcete(Margao) taluka.